# Pimentel Beatrix sogorbi úrnő
Pimentel Beatrix (1410 körül – 1498), spanyolul: Beatriz Pimentel, katalánul: Beatriu Pimentel, olaszul: Beatrice Pimentel, Empúries grófnéja, Sogorb (Segorbe) úrnője. XI. Alfonz kasztíliai király ükunokája és Enríquez Johanna aragón és navarrai királyné elsőfokú unokatestvére.

## Élete

A Pimentel család címere

Apja Rodrigo Pimentel, Benavente grófja. Anyja Enríquez Eleonóra kasztíliai úrnő, Enríquez Alfonznak (1354–1429), Medina de Rio Seco urának és Kasztília tengernagyának és Mendoza Johannának a lánya. Beatrix anyai nagyapja, Alfonz Kasztíliai Frigyesnek, Haro urának, XI. Alfonz kasztíliai király természetes fiának volt a házasságon kívül született fia.
Beatrix 1443. április 7-én Medina del Campo-ban ment feleségül I. Henrik aragón királyi herceghez, Empúries grófjához, Sogorb urához.
Henrik infáns harmadfokú unokatestvére volt Beatrixnak. Apja I. Ferdinánd aragón király, I. János kasztíliai királynak és első feleségének, Eleonóra aragón infánsnőnek, IV. Péter aragón király és Aragóniai Eleonóra szicíliai királyi hercegnő lányának volt a másodszülött fia. Anyja Kasztíliai Eleonóra alburquerquei grófnő, Kasztíliai Sancho alburquerquei grófnak, XI. Alfonz kasztíliai király természetes fiának és Beatrix portugál infánsnőnek, I. Péter portugál király és Inês de Castro posztumusz portugál királyné lányának a lánya. Henrik mind az apja, mind pedig az anyja révén XI. Alfonz kasztíliai király leszármazottja volt, hiszen apai nagyapja, I. János kasztíliai király annak a II. Henrik kasztíliai királynak volt a fia, aki Henrik anyai nagyapjának, Kasztíliai Sancho alburquerquei grófnak volt az édestestvére, hiszen mindketten XI. Alfonz kasztíliai király házasságon kívüli gyermekei és Kasztíliai Frigyes harói úr (Beatrix dédapja) édestestvérei, valamint I. Péter kasztíliai király féltestvérei voltak.
Henrik szenvedélyes alkatú és lázadó természetű volt. Halálát egy harcban szerzett sérülés okozta, amelyet a kasztíliai király ellen vezetett vesztes csatában szerzett 1445. május 19-én Olmedóban (Valladolid mellett). A súlyosan megsebesült Henriket sikerült a biztonságos Aragóniába szállítani, de életét már nem tudták megmenteni, és végül 1445. június 15-én Calatayudban halt meg. Rövid életű házasságuk gyümölcsét férje már nem érhette meg, és itt hagyta feleségét négy hónapos terhesen, és mivel Henrik még azelőtt meghalt, hogy fiát láthatta volna, ezért a kisfiút, akit az apja után neveztek el, kortársai a Szerencsés jelzővel illették.
Henrik ifjabb bátyja, II. János navarrai király, akinek az első felesége, I. Blanka navarrai királynő 1441-ben halt meg, öccsének köszönhette második feleségét, és még Henrik életében, 1444. április 1-jén vagy szeptember 1-jén eljegyezte sógornőjének, Pimentel Beatrixnak az unokahúgát, Enríquez Johannát. Beatrix ugyanis II. János navarrai király második feleségének, Johannának volt az elsőfokú unokatestvére, hiszen Beatrix anyja, Enríquez Eleonóra és Johanna királyné apja, Enríquez Frigyes testvérek voltak. A házasság már Henrik halála után, 1447. 1-jén jött létre, és ebből a házasságból származott többek között Katolikus Ferdinánd, aki öröksége révén Aragónia, felesége, Katolikus Izabella jogán Kasztília királya is lett.

## Gyermeke
- Férjétől, I. Henrik (1400–1445) aragón királyi hercegtől, Empúries grófjától, Sogorb urától, 1 utószülött fiú: 
  - Henrik (1445–1522), Szerencsés, aragón királyi herceg, II. Henrik néven Sogorb (Segorbe) hercege, Empúries grófja, felesége Bragança Guiomar (1470 körül–1516), Faro grófnője, I. János portugál király ükunokája, 3 gyermek, többek között:
    - Alfonz (1489–1562) aragón királyi herceg, I. Alfonz néven Sogorb (Segorbe) hercege, felesége Johanna (1506 körül–1564), Cardona hercegnője, 12 gyermek+1 természetes fiú
    - Izabella (1491–?) aragón királyi hercegnő, férje Iñigo Lopez de Mendoza (1493–1566), El Infantado hercege, utódok